# Mathias Leyendecker
Mathias Leyendecker (* 11. Juni 1821 in Dernau an der Ahr; † 24. Mai 1871 bei Bonn?) war ein deutscher Maler.

## Leben
Mathias Leyendecker, ein Bruder von Johann Josef Leyendecker, war ab spätestens 1837 als Schüler an der École des Beaux-Arts und in den Ateliers von Michel-Martin Drolling und Franz Xaver Winterhalter in Paris. In den Jahren 1843–1848 und 1861–1870 nahm er regelmäßig am Pariser Salon teil. In den 1860er Jahren ging er einer Kopistentätigkeit für die französische Regierung nach.

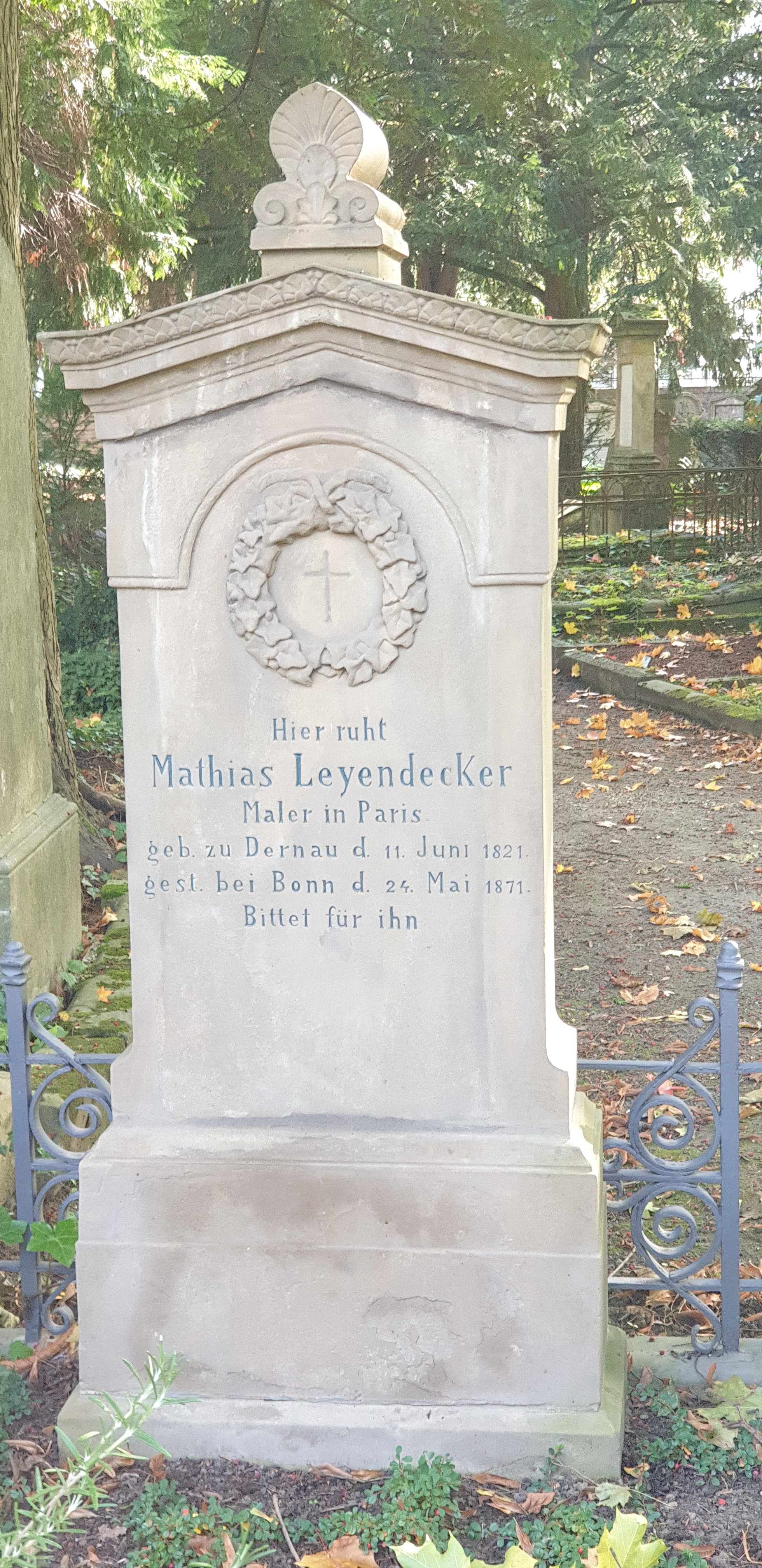
Grab des Malers auf dem Alten Friedhof zu Bonn

## Werke (Auswahl)
- Portrait de Mlle A. Brohan, sociétaire de la Comédie-Française, Verbleib unbekannt (ebd., Nr. 1053)
- Portrait d’enfant, Verbleib unbekannt (Salon 1846, Nr. 1164)
- Portrait de M. G..., Verbleib unbekannt (Salon 1847, Nr. 1029)
- Portrait de Mme M. K..., Verbleib unbekannt (ebd., Nr. 1030)
- Portrait de Mme R. H..., Verbleib unbekannt (ebd., Nr. 1031)
- Portrait de M.A. de M..., Verbleib unbekannt (ebd., Nr. 1032)
- Portrait de M. T..., Verbleib unbekannt (Salon 1848, Nr. 2861)
- Portrait de M. D..., Verbleib unbekannt (ebd., Nr. 2862)